# Vito Taccone
Vito Taccone (Avezzano, Abruços, 6 de maig de 1940 – Avezzano, 15 d'octubre de 2007) va ser un ciclista italià, que fou professional entre 1961 i 1970. Durant la seva carrera professional aconseguí nombrosos èxits esportius, entre els quals destaquen la Volta a Llombardia (1961), el Giro del Piemont (1962) i la Milà-Torí (1965). Al Giro d'Itàlia destacà de manera important, guanyant 8 etapes en les seves diferents participacions, dos Grans Premis de la Muntanya (1961 i 1963) i vestint la maglia rosa durant una etapa el 1966.
Era anomenat il camoscio d'Abruzzo (l'isard dels Abruzzo) per la seva qualitat escaladora i pel seu fort caràcter. Un exemple d'aquest caràcter es veu durant el Tour de França de 1964, en què fou acusat d'haver causat diverses caigudes en l'esprint final. La tensió va esclatar amb l'espanyol Fernando Manzaneque, amb el qual es va enfrontar a cops de puny. De resultes d'aquest enfrontament no tornà a córrer la cursa francesa.
El juny de 2007 fou arrestat, junt a 11 persones més, sota l'acusació de vendre roba provinent del contraban i furts. Tacone sempre es va declarar innocent. Poc temps després, a l'octubre, moria d'un atac de cor als 67 anys.

## Palmarès
- 1960
  - 1r a la Targa Crocifisso
- 1961
  - 1r a la Volta a Llombardia
  - 1r als Tres dies del Sud i vencedor de 2 etapes
  - Vencedor d'una etapa al Giro d'Itàlia i  1r del Gran Premi de la muntanya al Giro d'Itàlia
- 1962
  - 1r del Giro del Piemont
  - 1r al Circuit de Giulianova
- 1963
  - 1r del Giro de Toscana
  - Vencedor de 5 etapes al Giro d'Itàlia i  1r del Gran Premi de la muntanya al Giro d'Itàlia
  - Vencedor de 2 etapes del Giro de Sardenya
  - Vencedor d'una etapa al Tempio di Pausania
  - 1r al Circuit d'Avezzano
- 1964
  - 1r del Giro de la Campania
  - 1r de la Marina di Massa-Pian de la Fioba
  - Vencedor d'una etapa del Giro d'Itàlia
  - Vencedor d'una etapa del Tour de Romandia
- 1965
  - 1r de la Milà-Torí
  - 1r al Circuit de Teramo
- 1966
  - 1r del Trofeu Matteotti
  - Vencedor d'una etapa del Giro d'Itàlia
  - Vencedor d'una etapa de la Volta a Suïssa
- 1967
  - 1r al Circuit de Chieti
- 1968
  - 1r al Gp. Marina di Massa
  - 1r al Circuit de Pagliela
  - 1r de la Marina - Plan di Fioba

### Resultats al Giro d'Itàlia
- 1961. 15è de la classificació general. Vencedor d'una etapa.  1r del Gran Premi de la muntanya al Giro d'Itàlia
- 1962. 4t de la classificació general
- 1963. 6è de la classificació general. Vencedor de 5 etapes.  1r del Gran Premi de la muntanya al Giro d'Itàlia
- 1964. Abandona. Vencedor d'una etapa
- 1965. 6è de la classificació general
- 1966. 9è de la classificació general. Vencedor d'una etapa. Porta la maglia rosa durant una etapa
- 1967. Abandona
- 1968. 20è de la classificació general
- 1969. 13è de la classificació general
- 1970. 15è de la classificació general

### Resultats al Tour de França
- 1964. Abandona (13a etapa)